# Campeonato nacional de hockey sobre patines de India
El Campeonato nacional de hockey sobre patines es una competición que se disputa a nivel nacional en India anualmente, desde 1964. Se disputa anualmente en sede única a lo largo de una semana, normalmente durante el mes de diciembre, dentro de los campeonatos nacionales de patinaje, junto a otras modalidades de este deporte.

## Campeonato de Selecciones estatales (National Championship)

### Participantes
Pueden participar en el National Championship las selecciones de cualquiera de los estados o de los territorios de la India. Las primeras posiciones del campeonato siempre se reparten entre tres estados del noroeste (Jammu-Cachemira, Haryana y Punyab) y la ciudad-territorio que hace las veces de capital de estos dos últimos (Chandigarh).
17 selecciones participantes
| 1. Andhra Pradesh 2. Territorio de Chandigarh 3. Territorio de Delhi 4. Guyarat 5. Haryana 6. Jammu y Cachemira 7. Karnataka 8. Kerala 9. Madhya Pradesh | 1. Maharastra 2. Odisha 3. Punyab 4. Rajastán 5. Tamil Nadu 6. Uttar Pradesh 7. Uttarakhand 8. Telangana |  |

### Historial
| Edición | Año  | Sede          | Campeón           | Subcampeón        | Tercero           |
| ------- | ---- | ------------- | ----------------- | ----------------- | ----------------- |
| XXXII   | 1994 |               | Jammu y Cachemira |                   |                   |
| XXXIII  | 1995 |               |                   |                   |                   |
| XXXIV   | 1996 | Patiala       |                   |                   |                   |
| XXXV    | 1997 | Pune          |                   |                   |                   |
| XXXVI   | 1998 | Visakhapatnam | Chandigarh        | Jammu y Cachemira | Punyab            |
| XXXVII  | 1999 | Chandigarh    | Chandigarh        | Punyab            | Haryana           |
| XXXVIII | 2000 | Faridabad     | Punyab            |                   |                   |
| XXXIX   | 2002 | Visakhapatnam | Punyab            |                   |                   |
| XL      | 2003 | Calcuta       | Punyab            |                   |                   |
| XLI     | 2004 | Visakhapatnam |                   |                   |                   |
| XLII    | 2005 | Faridabad     |                   |                   |                   |
| XLIII   | 2006 | Calcuta       |                   |                   |                   |
| XLIV    | 2007 | Calcuta       |                   |                   |                   |
| XLV     | 2008 | Visakhapatnam |                   |                   |                   |
| XLVI    | 2009 | Chandigarh    | Chandigarh        | Haryana           | Punyab            |
| XLVII   | 2010 | Chandigarh    | Haryana           | Chandigarh        | Punyab            |
| XLVIII  | 2011 | Visakhapatnam | Jammu y Cachemira | Haryana           | Chandigarh        |
| XLIX    | 2012 | Kurukshetra   | Haryana           | Chandigarh        | Jammu y Cachemira |
| L       | 2013 | Belgaum       | Chandigarh        | Haryana           | Jammu y Cachemira |
| LI      | 2014 | Sirsa         | Chandigarh        | Haryana           | Jammu y Cachemira |
| LII     | 2015 | Virar         | Haryana           | Jammu y Cachemira | Punyab            |
| LIII    | 2016 | Visakhapatnam | Haryana           | Chandigarh        | Punyab            |
| LIV     | 2017 | Bangalore     | Haryana           | Punyab            | Jammu y Cachemira |
| LV      | 2018 | Kurukshetra   |                   |                   |                   |
| LVI     | 2019 | Visakhapatnam | Chandigarh        | Haryana           | Punyab            |
| LVII    | 2020 | Visakhapatnam | ---               | ---               | ---               |
| LVIII   | 2021 | Chandigarh    | Haryana           | Punyab            | Jammu y Cachemira |
| LIX     | 2022 | Delhi         | Jammu y Cachemira | Haryana           | Punyab            |
| LX      | 2023 | Bangalore     |                   |                   |                   |
| LXI     | 2024 | Chandigarh    |                   |                   |                   |
| LXII    | 2025 | Coimbatore    |                   |                   |                   |

Notasː
- En 2001 no se celebró el campeonato, quedando pospuesto hasta el siguiente año.
- En el año natural 2004 se disputaron dos campeonatos, uno a principio de año correspondiente a la temporada 2003/04 y otro al final de año, correspondiente a la temporada 2004/05.
- En el año natural 2018 se disputaron dos campeonatos, uno a principio de año correspondiente a la temporada 2017/18 y otro al final de año, correspondiente a la temporada 2018/19.
- El campeonato de 2020 no se celebró.